# Une fille dans le soleil
Pour plus de détails, voir Fiche technique et Distribution.
Une fille dans le soleil est un film français réalisé par Maurice Cam, sorti en 1953.

## Synopsis
La vie aimable de Virgile, le jeune maire jovial d'une bourgade provençale, est toute tourneboulée par l'arrivée de Maggy, une jolie fille aux cheveux blonds et séductrice en diable. Son cœur s'enflamme pour la belle et à un moment il songe même à l'épouser. D'un autre côté, il subit la réprobation de ses administrés qui réprouvent les agissements de l'enjôleuse et veulent à tout prix s'en débarrasser. Les élections approchent. Virgile sera-t-il réélu ?

## Fiche technique
- Titre : Une fille dans le soleil
- Réalisation : Maurice Cam
- Scénario : Raymond Castans et Roger Thérond
- Dialogues : Raymond Castans
- Musique : Raymond Legrand
- Décors : Robert Giordani, assisté de Jean Mandaroux
- Costumes : Andrée Guillot (habilleuse)
- Photographie : Philippe Agostini
- Cameraman : Jean-Marie Maillols
- Son : Marcel Royné
- Montage : Jeannette Rossi, assisté de Blanchard
- Production : Jean Martinetti (producteur et directeur de production)
- Société de production : Eminente Films
- Société de distribution : Pathé Consortium Cinéma
- Pays :  France
- Format :  Noir et blanc - 1,37:1 - 35 mm - Son mono
- Genre : Comédie sexy
- Durée : 93 minutes
- Date de sortie : 
  - France : 14 janvier 1953
- Affiche : Jean Mascii (France)

## Distribution
- Henri Génès : Virgile
- Myriam Bru : Maggy
- Jacques Morel : Boissières
- Yvette Étiévant : Paulette
- José Casa : Burgière
- Béby : 	Fénélon
- Alexandre Arnaudy  : Bouzigues
- Mag-Avril : La receveuse
- Albert Rémy : Vergèze
- Edmond Ardisson : Racalan
- Madeleine Sylvain : Marinette
- René Sarvil : Fabregas
- Gaston Rullier : Le curé
- Jacques Josselin : Tesseyre
- Albert Gercourt : Camichel
- Dranys : Evariste
- Raoul Marco : Coste-Combrette
- Raymond Francky : Justin
- René Novan